# Tempesta sedata

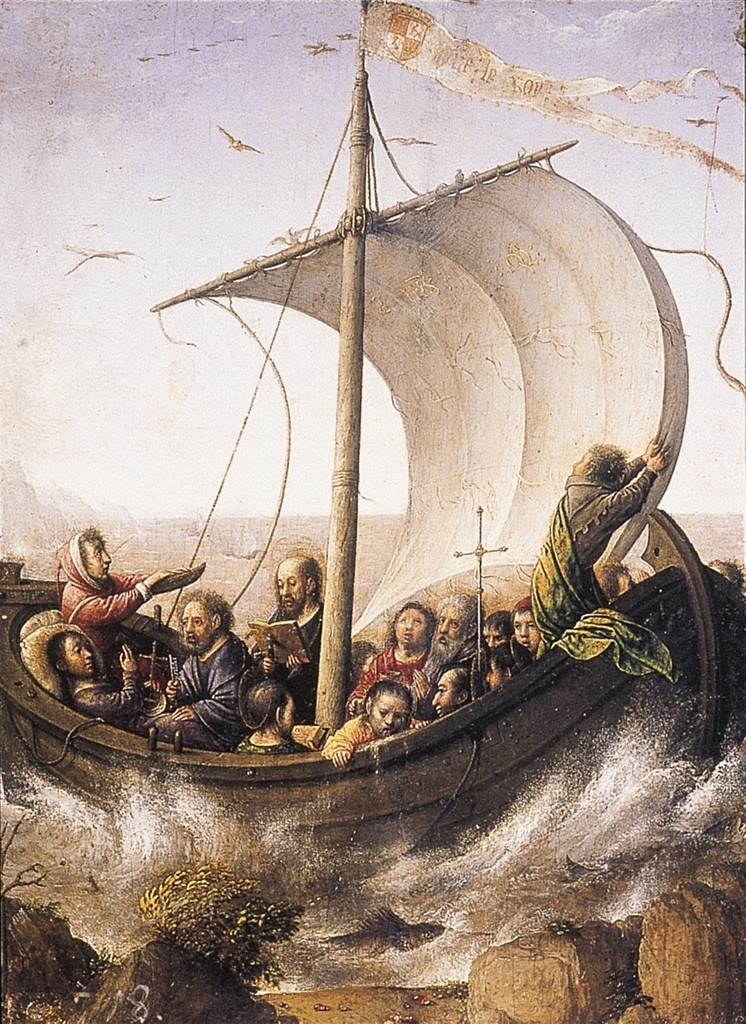
Cristo calma la tempesta (Juan de Flandes, 1500 ca.)

La tempesta sedata, o la burrasca sul lago come la chiamano alcuni testi, è uno dei miracoli attribuiti a Gesù dai vangeli.
Il miracolo è raccontato da tutti e tre i Vangeli sinottici: Matteo 8,23-27 Marco 4,35-41 Luca 8,22-25.

## Racconto evangelico
Così si legge nel Matteo:
Allora, accostatisi a lui, lo svegliarono dicendo: «Salvaci, Signore, siamo perduti!». Ed egli disse loro: «Perché avete paura, uomini di poca fede?» Quindi levatosi, sgridò i venti e il mare e si fece una grande bonaccia.

Vi è, però, un'incongruenza, in merito al momento in cui si sarebbe svolto l'evento, tra i resoconti nei vangeli di Matteo e Marco. Mentre, infatti, in Matteo la tempesta è sedata da Gesù prima dell'episodio in cui egli respinge sua madre e i suoi fratelli, in Marco la tempesta è sedata da Gesù solo dopo tale episodio. In entrambi i casi, alla tempesta sedata segue il miracolo della cacciata dei demoni in una mandria di porci.

## Interpretazione
Il miracolo è ambientato sul mar di Galilea. Anche se è chiamato mare, in realtà si tratta di un lago che si trova al nord di Israele. È luogo di ambientazione di tanti fatti della vita di Gesù.
Anche se è un lago pur tuttavia può sviluppare delle forti tempeste. Tali tempeste potevano mettere in difficoltà le fragili imbarcazioni dei pescatori al tempo dei Vangeli.
Il miracolo è un esempio di dominio di Dio sulla natura.
Gesù, calmando la tempesta, dimostra (dal punto di vista naturale) di avere il controllo delle leggi naturali, potere che in futuro userà per adempiere il proposito di Dio, e di avere comunque la forza (dal punto di vista spirituale) di vincere e di aiutarci a vincere le situazioni che per noi possono essere insormontabili.

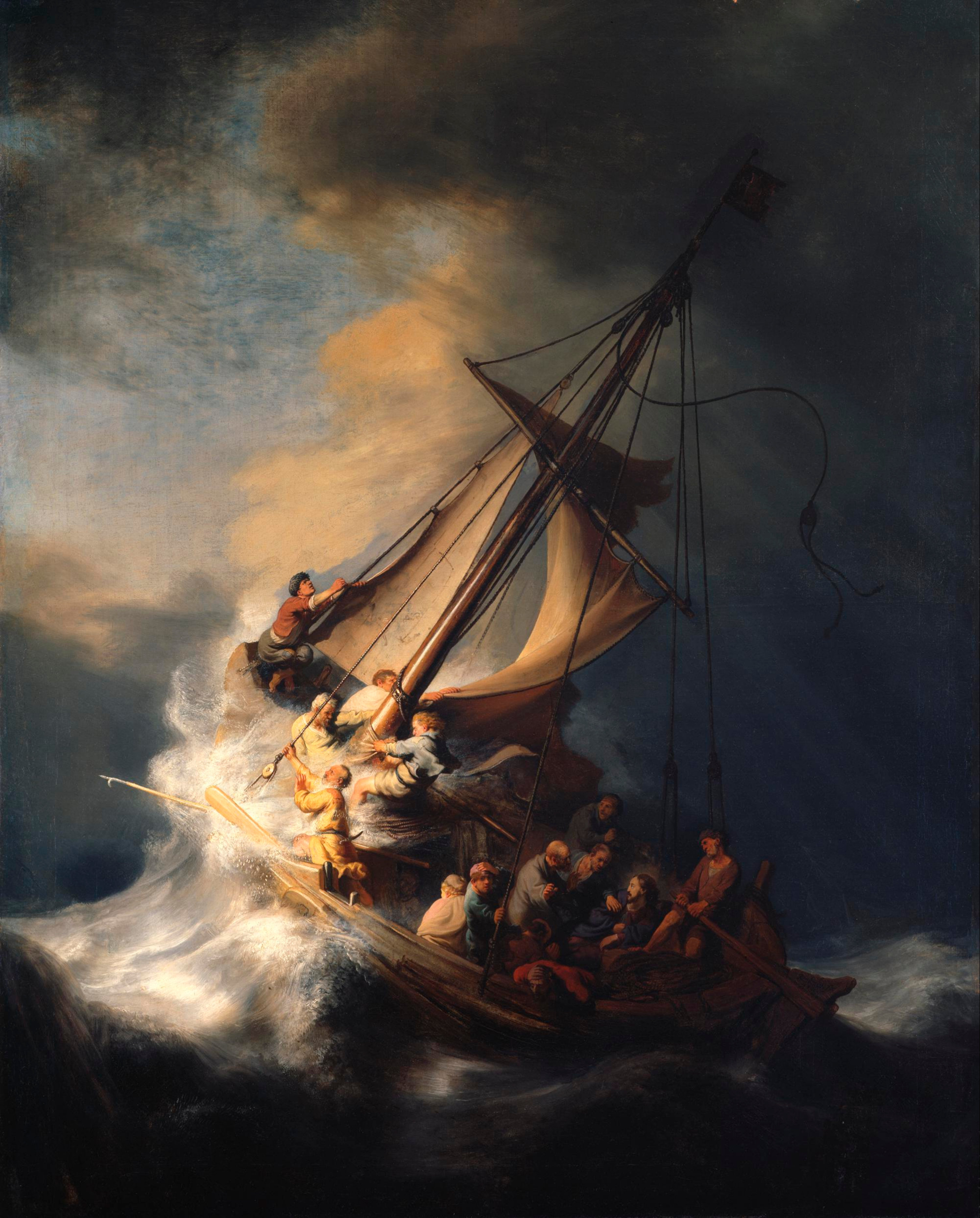
Cristo nella tempesta sul mare di Galilea (Rembrandt, 1633)

## Il miracolo nell'arte
Il miracolo della tempesta sedata fu fonte d'ispirazione per numerose rappresentazioni artistiche, tra le quali:
- Cristo nella tempesta sul mare di Galilea di Jan Brueghel il Vecchio (1596), Museo Thyssen-Bornemisza, Madrid
- Cristo nella tempesta sul mare di Galilea di Rembrandt (1633), rubato nel 1990 dall'Isabella Stewart Gardner Museum, Boston
- Cristo sul lago di Gennesaret di Eugène Delacroix (1853), Metropolitan Museum of Art, New York
- Cristo e la tempesta di Giorgio de Chirico (1948), Musei Vaticani, Roma
- Gesù placa la tempesta di Gerardo Dottori (1957), Galleria d'arte contemporanea della Pro Civitate Christiana, Assisi

L'episodio evangelico è al centro dell'oratorio per soli, coro e orchestra di Domenico Bartolucci La tempesta sul lago.